# Róża żółta
Róża żółta (Rosa foetida Herrm.) – gatunek krzewu należący do rodziny różowatych. Występuje pospolicie na obszarach umiarkowanych półkuli północnej. Pochodzi z Azji zachodniej i centralnej, prawdopodobnie z Persji. Rośnie dziko na Bliskim Wschodzie, w Turcji, Iranie, Iraku, Afganistanie, Pakistanie, Azerbejdżanie, Kirgistanie, Tadżykistanie. Spotyka się go także w Polsce, jako roślinę inwazyjną, jest czasami uprawiany i dziczejący (efemerofit). 

## Morfologia
PokrójKrzew o wysokości do 2(3) m. Pędy pokryte słomkowożółtymi, szydlastymi kolcami.
LiścieNieparzysto pierzaste, najczęściej 7–9 listkowe, o nagich i ząbkowanych listkach i wąskich przylistkach. Pod przylistkami przeważnie brak kolców.
KwiatyŻółte, na spodniej stronie płatków czerwieniejące. Mają nieprzyjemny zapach. Działki kielicha pierzaste.
OwocCeglastoczerwony owoc pozorny.

## Biologia i ekologia
Nanofanerofit. Kwitnie od maja do czerwca.

## Zastosowanie
Roślina ozdobna. Oprócz formy typowej w uprawie znajdują się liczne odmiany o pełnych kwiatach. Róża żółta jest jednym z gatunków rodzicielskich licznych mieszańców róż herbacianych.

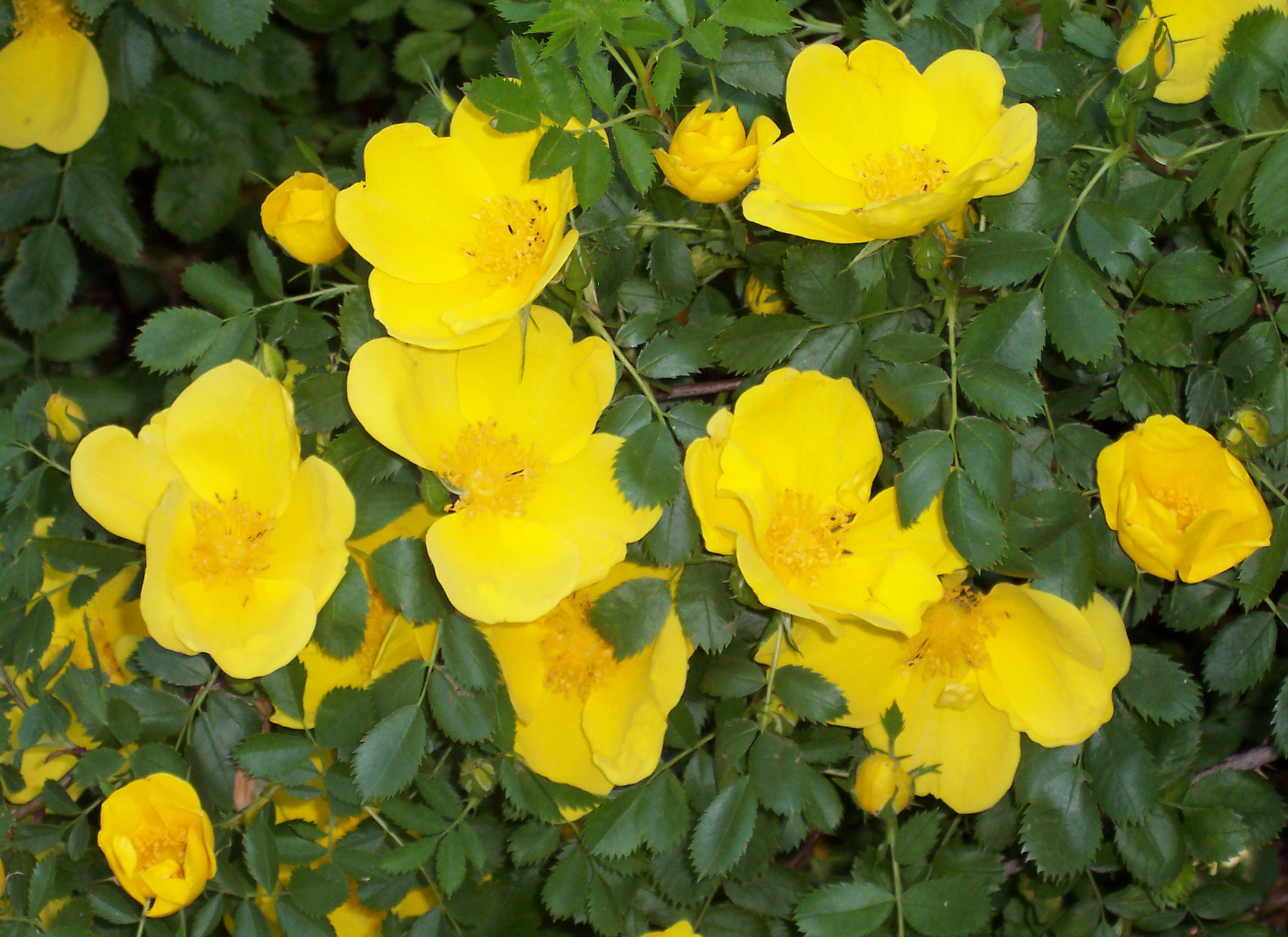
Kwiaty formy typowej
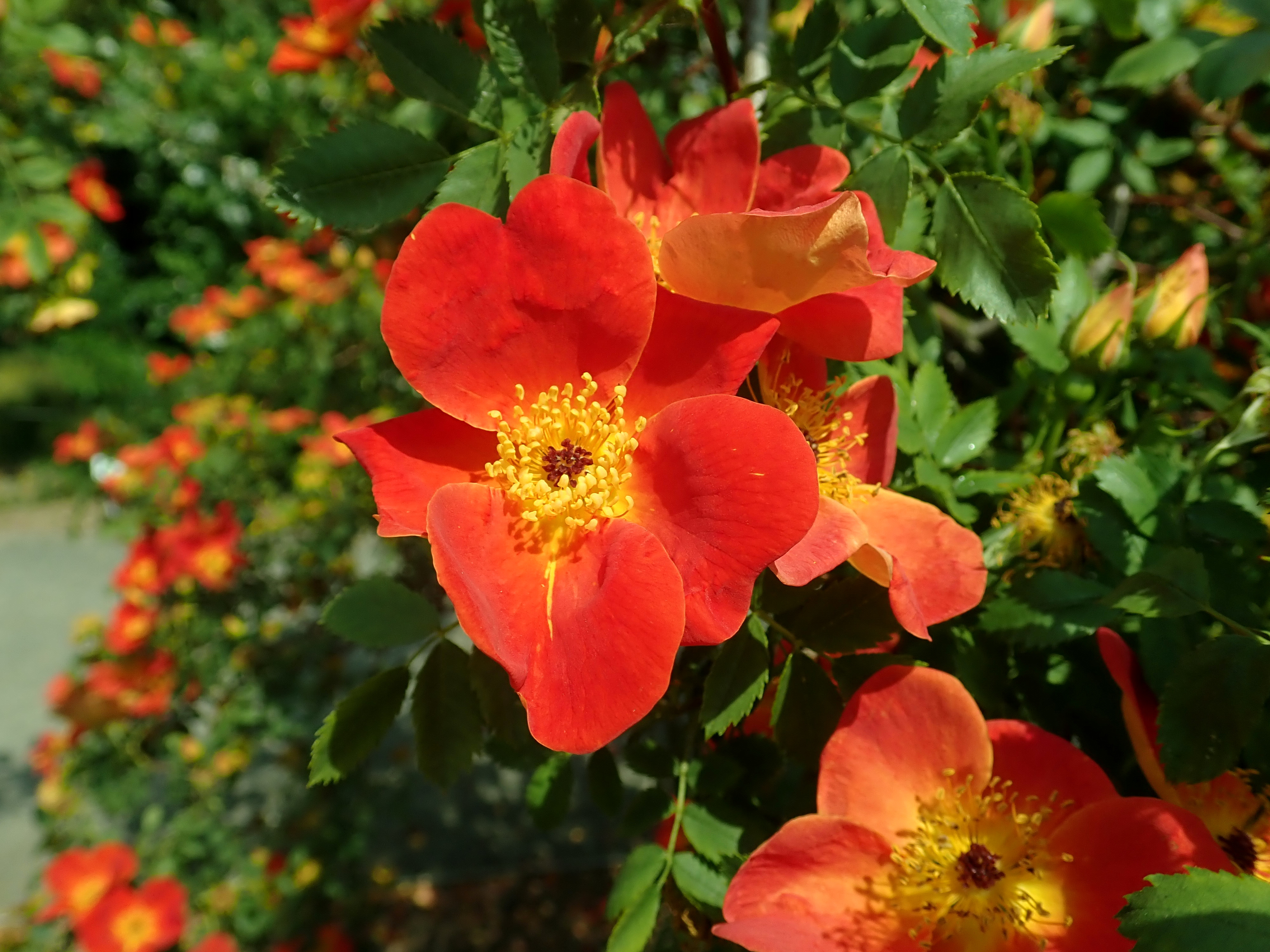
Odmiana 'Bicolor'
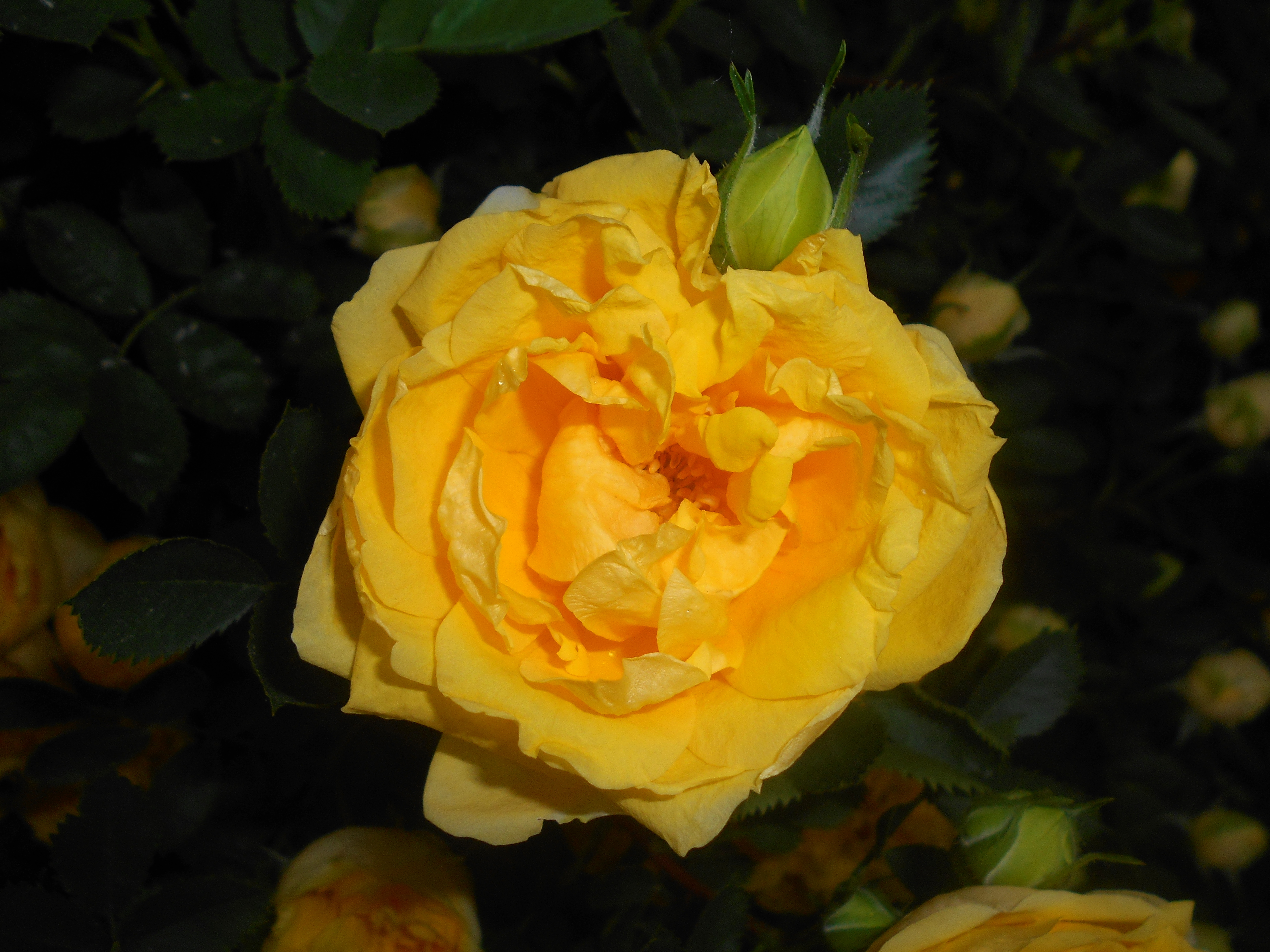
Odmiana 'Persian Yellow'